# C.A.T.スクワッド2/国際テロパイソン・ウルフの挑戦状
『C.A.T.スクワッド2/国際テロパイソン・ウルフの挑戦状』（C.A.T. Squad: Python Wolf）は、1988年のアメリカ合衆国のアクションテレビ映画。ウィリアム・フリードキン監督。1986年のテレビ映画『C.A.T.スクワッド/対ゲリラ特別襲撃班』の続編である。日本では『C.A.T.スクワッド/対武装テロ襲撃班 ハイテク要塞コマンドー指令』というタイトルでテレビ放送された。

## キャスト
| 役名                   | 俳優                             | 日本語吹替 |
| ---------------------- | -------------------------------- | ---------- |
| ドク・バークホールダー | ジョセフ・コーテス               | 堀勝之祐   |
| バド・レインズ         | スティーヴ・ジェームズ           | 谷口節     |
| ジョン・ソマーズ       | ジャック・ヤングブラッド         |            |
| ニッキ・パパス         | デボラ・ヴァン・フォルケンバーグ | 小宮和枝   |
| ポール・カイリー       | ミゲル・フェラー                 | 江原正士   |

- 日本語吹替：初回放送1989年7月21日 テレビ東京 『木曜洋画劇場』版

## スタッフ
- 監督・製作総指揮：ウィリアム・フリードキン
- 脚本：ロバート・ウォード
- 製作：デヴィッド・サルヴェン
- 撮影監督：ギイ・デュフォー
- プロダクションデザイナー：リチャード・トム・ソウヤー
- 編集：ジア・ハギンズ
- 音楽：エンニオ・モリコーネ
- 吹替翻訳：井場洋子
- 吹替演出：伊達康将
- 吹替調整：小野敦志
- 吹替効果：リレーション
- 吹替プロデューサー：伊藤新三、三島良広
- 吹替製作：テレビ東京、東北新社